# Arbetareförening

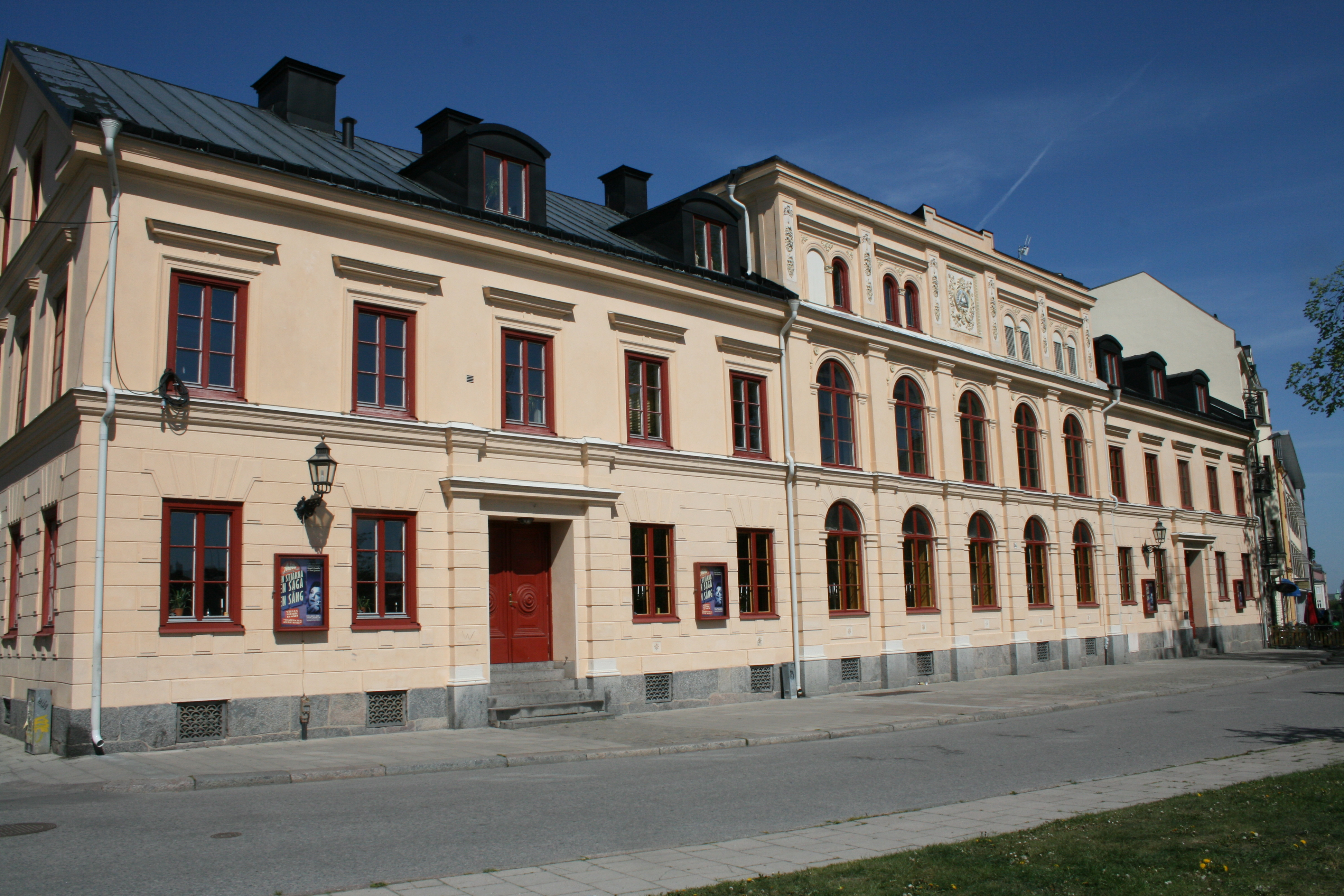
Hus tillhörande Norrköpings arbetareförening

En arbetareförening är en sammanslutning av arbetare som bildats i syfte att främja eller tillvarata gemensamma intressen. Arbetareföreningarnas funktion har varierat under historien och mellan de olika typerna av föreningar. 

## Föreningarnas funktioner
Några vanliga funktioner är:
1. Att bilda medlemmarna genom anordnande av föredrag, sammankomster, studiecirklar och dylikt.
2. Att hjälpa medlemmarna ekonomiskt genom sjuk-, begravnings-, resehjälps- och arbetslöshetskassor.
3. Att tillhandahålla billiga varor av hög kvalitet för medlemmarna. Denna funktion återfanns främst hos de så kallade konsumentföreningarna.
4. Att agera folkbanker eller förskottskassor för att genom delegarnas gemensamma, ofta solidariska, ansvarighet bereda dem en kredit, men även fungera som sparbanker.
5. Att agera produktionsföreningar, det vill säga sluta samman arbetare i föreningar där de är både arbetsgivare och arbetare (jämför Rochdale).

## 1850-talet
Man kan urskönja två tidiga vågor av arbetareföreningar i Sveriges historia. Den första vågen ägde rum under 1850-talet och vid denna tid uppfattades arbetareföreningarnas funktion som en bildningsanda. Tanken var att arbetarna genom att bilda sig själva och delta i kooperativ verksamhet skulle utveckla en mognad som skulle göra de lämpliga att delta i det samhälleliga livet som fullvärdiga medborgare (framför allt i form av att rösta i politiska val). En central tidning för denna rörelse var Folkets röst, som utgavs under drygt tio år. En av de första arbetareföreningarna av denna typ var Stockholms Arbetareförening, bildad 1850 genom ett ombildande av Skandinaviska Sällskapet (som i sin tur var en utbrytning från Stockholms Bildningscirkel). Liknande föreningar grundades även i Malmö, Lund och Göteborg.

## 1860- och 1870-talet
Den andra vågen av arbetareföreningar uppstod 1866, med början i Lund och Norrköping. Det som utmärkte denna våg var dess samförståndsanda mellan klasserna samt dess nationalism och pro-kapitalistiska inställning. De kallades även självhjälpsorganisationer. Rörelsen kom från Tyskland, där en jurist Franz Hermann Schulze-Delitzsch var initiativtagare. Rörelsens ledande män i Sverige var Eduard Ljungberg och Gustaf Axel Knut Hamilton.
Kvinnor hade inte rätt att bli medlemmar i dessa föreningar. De män som deltog fick dock erfarenheter av politiskt arbete som, efter att denna våg av arbetareföreningar dött ut under 1880-talet, skulle påverka deras arbete inom andra organisationer längre fram.